# Велике Вишення
Велике Вишення (рос. Большое Вишенье) — присілок в Торжоцькому районі Тверської області Російської Федерації.
Населення становить 382 особи. Входить до складу муніципального утворення Яконовське сільське поселення.

## Історія
Від 2005 року входить до складу муніципального утворення Яконовське сільське поселення.

## Населення
| 2008 | 2010 |
| ---- | ---- |
| 383  | ↘382 |